# Биринши Мамыр
Биринши Мамыр (каз. Бірінші Мамыр, до 2006 г. — Первомаевка) — село в Толебийском районе Туркестанской области Казахстана. Административный центр сельского округа Биринши. Находится примерно в 10 км к югу от центра города Ленгер. Код КАТО — 515839100.

## История

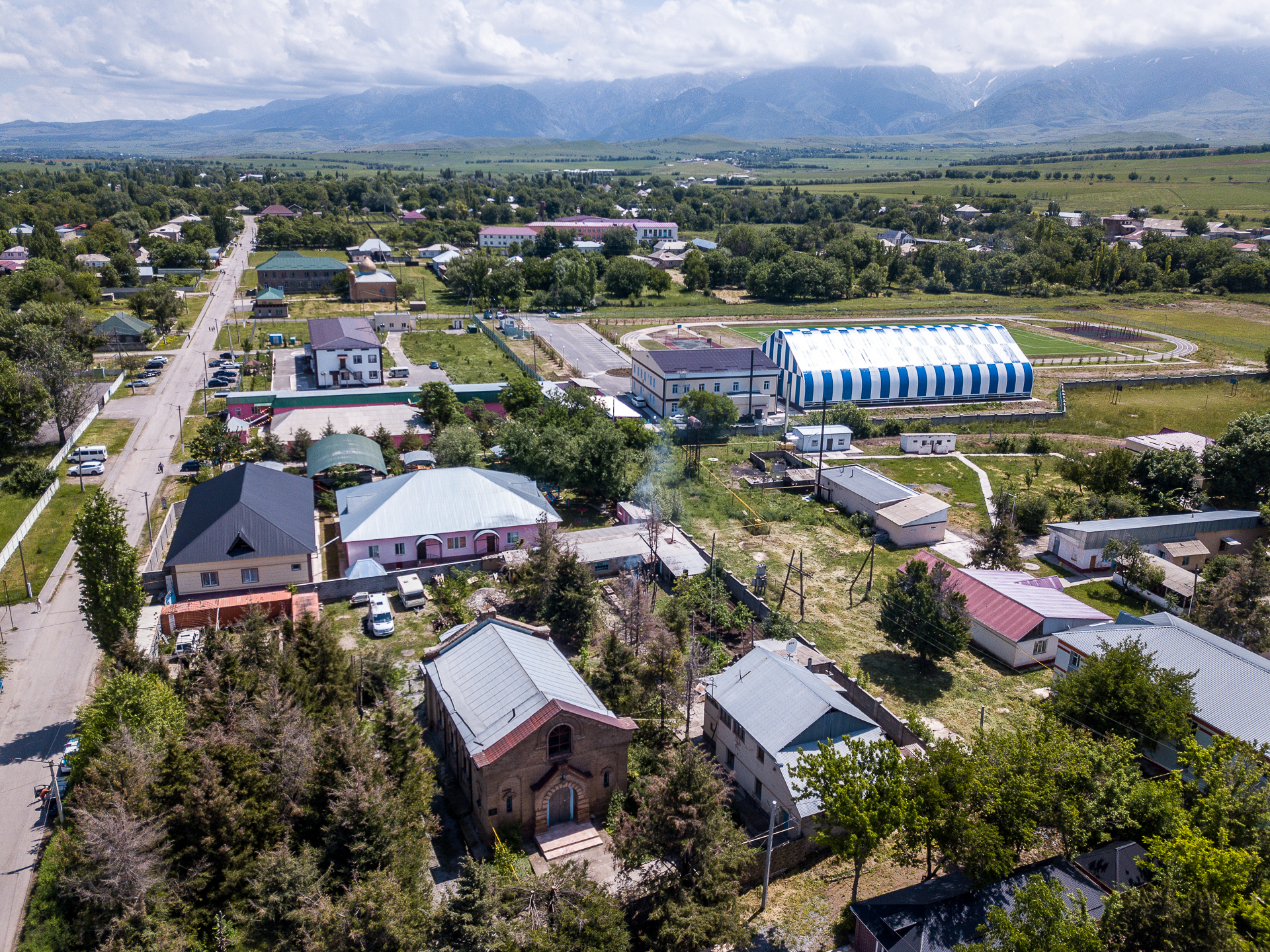
Вид на село с высоты

Переселенческое село Дорофеевка основано в 1891 году.
Церковь Покрова Пресвятой Богородицы, построенная в центре села в конце XIX века, входит в список памятников истории и культуры местного значения Туркестанской области.

## Население
В 1999 году население села составляло 5542 человека (2769 мужчин и 2773 женщины). По данным переписи 2009 года в селе проживало 6057 человек (3055 мужчин и 3002 женщины).